# Dodecatheon alpinum
Dodecatheon alpinum là một loài thực vật có hoa trong họ Anh thảo. Loài này được (A.Gray) Greene mô tả khoa học đầu tiên năm 1895.

## Hình ảnh

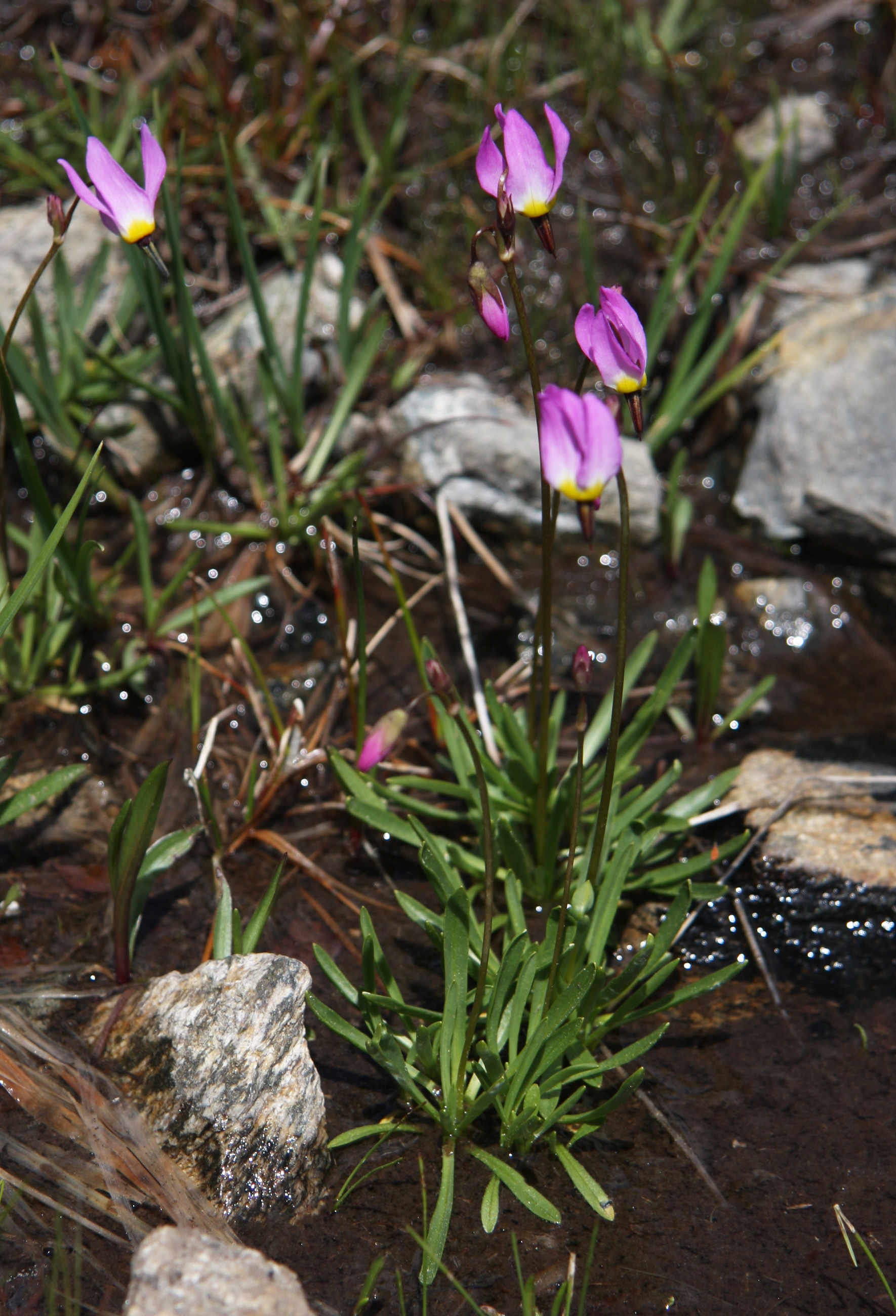
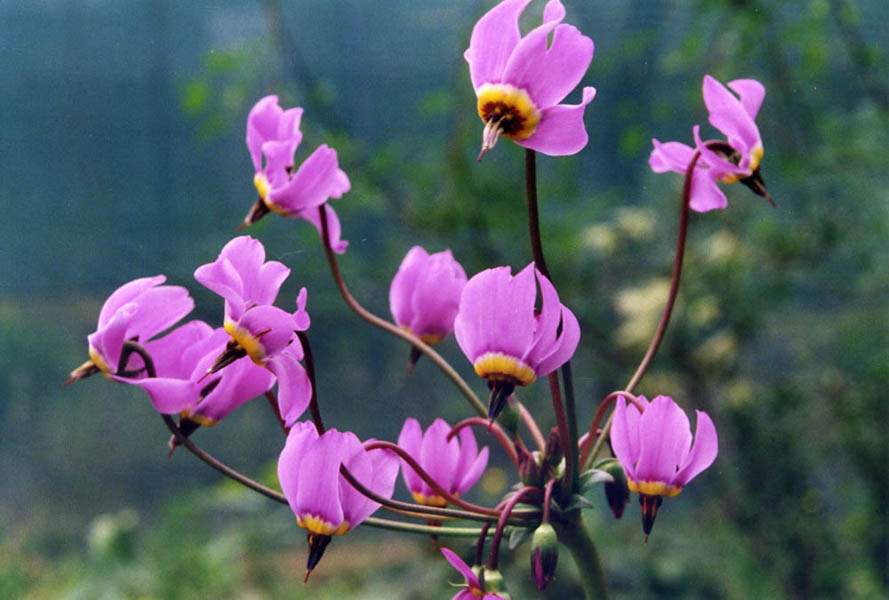